# Windstar Cruises
Windstar Cruises es una línea de cruceros que opera una flota de pequeños cruceros de lujo. Sus seis yates transportan entre 148 y 310 pasajeros y realizan cruceros a más de 50 naciones, con escala en 150 puertos en toda Europa, Polinesia, el Caribe y América Central. En mayo de 2014, Windstar agregó a sus yates de vela el yate de Star Pride, seguido de Star Breeze y Star Legend en mayo de 2015. La capacidad adicional abrió nuevos itinerarios, como viajes a Islandia, Canal de Panamá, Costa Rica, Puerto Rico y permitió a Windstar Cruises navegar en Tahití durante todo el año. Windstar Cruises fue nombrada la mejor nave de cruceros pequeños del mundo por Condé Nast Traveler 2014 Readers Choice Awards.

## La flota
Los barcos Windstar son yates particulares y lujosos, y relativamente más pequeños que otros cruceros. Los barcos están registrados en las Bahamas. Actualmente la compañía tiene 3 barcos que tienen una longitud de 134 metros y una capacidad de 148 pasajeros, mientras que dos más están en camino y tendrán mayores dimensiones con una longitud de 200 metros y capacidad de 300 pasajeros.
- Wind Star
- Wind Song  (perdido en un incendio de 2002)
- Wind Spirit
- Wind Surf (ex «Club Med 1»)